# Дейвидас Шемберас
Дейвидас Шемберас е бивш литовски футболист. Играе на постовете десен бек и опорен халф. Шемберас е извествен с буйния си нрав и често си изкарва жълти картони. По време на престоя си в ЦСКА Москва, той има 86 жълти картона и 8 червени.

## Кариера
Започва кариерата си в Жалгирис-Волмета през 1995 година. Там играе 2 сезона. През 1996 г. за първи път е повикан в националния тим на Литва. През 1997 преминава в Жалгирис. От 1998 до 2001 защитата цветовете на Динамо Москва. През 2001 подписва с ЦСКА Москва, заедно със съотборника си Ролан Гусев. С „армейците“ печели 3 пъти титлата на Русия, купата на УЕФА и 5 пъти купата на страната. На 10 август 2008 година изиграва своя мач номер 250 в шампионата на Русия. След като Валери Газаев напуска треньорския пост на „армейците“, литовецът е използван по-често като опорен полузащитник. На 15 октомври 2011 г. в мач срещу Терек, Дейвидас играе като десен бек за първи път от 2009 година насам. В този мач той не се представя много убедително и все по-рядко попада в състава на „армейците“. На 13 юли 2012 преминава в Алания. За владикавказци изиграва 25 мача, но не успява да помогне на отбора да се задържи в Премиер-лигата. Завършва кариерата си в Жалгирис през 2015 г.

## Статистика на Шемберас в ЦСКА
| Състезание         | Мачове | Голове | ЖК | КК |
| ------------------ | ------ | ------ | -- | -- |
| Шампионат на Русия | 240    | 1      | 64 | 7  |
| Купа на Русия      | 37     | 0      | 5  | 0  |
| Суперкупа на Русия | 5      | 1      | 2  | 0  |
| Евротурнири        | 67     | 0      | 15 | 2  |
| Общо               | 349    | 2      | 86 | 9  |